# Топаколовые
Топаколовые (лат. Rhinocryptidae) — семейство воробьиных птиц. 
Объединяет мелких и средних птиц длиной от 14 до 25 см, тёмно-бурого и чёрного оперения, которые обитают в Центральной и Южной Америке.

## Биология
Представители семейства питаются членистоногими, особенно насекомыми, но также семенами и фруктами. Некоторые виды собирают насекомых с листьев и других поверхностей, но большинство добывает пищу разгребая опавшие листья или землю одной лапой или двумя лапами одновременно.
Биология размножения топаколовых исследована недостаточно. Предполагается, что они моногамны. Гнезда многих видов остаются неописанными, но чаще всего они имеют форму чаши или шара и сооружены из маленьких веточек, мягких растительных волокон и мха. Несколько видов устраивают свои гнезда в густой траве или кустарниках на высоте до двух метров от земли, но большинство видов размещают свои гнезда среди корней деревьев или в туннеле в земле, самостоятельно выкопанном или используют заброшенную нору грызунов. Некоторые виды гнездятся в гнилых пнях или заброшенных дуплах деревьев, иногда на высоте нескольких метров над землей. В кладке обычно 2 или 3 (редко 4) белых яйца шаровидной формы. Имеется очень ограниченная информация, но, по-видимому, инкубация занимает от 15 до 17 дней, и птенцы оперяются в течение пары недель.

## Классификация
В состав семейства включают 12 родов с 65 видами:
- Acropternis Cabanis & Heine, 1860 — Глазчатые топаколо
  - Acropternis orthonyx (Lafresnaye, 1843) — Глазчатый топаколо
- Pteroptochos Kittlitz, 1830 — Гид-гиды
  - Pteroptochos tarnii (King, 1831) — Черногорлый гид-гид
  - Pteroptochos castaneus Philippi & Landbeck, 1864 — Коричневогорлый гид-гид
  - Pteroptochos megapodius Kittlitz, 1830 — Усатый гид-гид
- Scelorchilus Oberholser, 1923 — Дроздовые топаколо
  - Scelorchilus albicollis (Kittlitz, 1830) — Белогорлый дроздовый топаколо
  - Scelorchilus rubecula (Kittlitz, 1830) — Красногорлый дроздовый топаколо
- Rhinocrypta Gray, 1841 — Хохлатые галлито
  - Rhinocrypta lanceolata (Geoffroy, 1832) — Хохлатая галлито
- Teledromas Wetmore & Peters, 1922 — Бурые галлито
  - Teledromas fuscus (Sclater & Salvin, 1873) — Бурая галлито
- Liosceles Sclater, 1865 — Красногалстучные топаколо
  - Liosceles thoracicus (Sclater, 1865) — Красногалстучный топаколо
- Psilorhamphus Sclater, 1855 — Бамбуковые топаколо
  - Psilorhamphus guttatus (Menetries, 1835) — Бамбуковый топаколо
- Merulaxis Lesson, 1831 — Древесные топаколо
  - Merulaxis ater Lesson, 1831 — Щетинковый древесный топаколо
  - Merulaxis stresemanni Sick, 1960 — Топаколо Штреземанна
- Eugralla Lesson, 1842 — Краснобокие топаколо
  - Eugralla paradoxa (Kittlitz, 1830) — Краснобокий топаколо
- Myornis Chapman, 1915 — Серые топаколо
  - Myornis senilis (Lafresnaye, 1840) — Серый топаколо
- Eleoscytalopus Maurício, Mata, Bornschein, Cadena, Alvarenga & Bonatto, 2008
  - Eleoscytalopus senilis (Wied-Neuwied, M, 1831)
  - Eleoscytalopus psychopompus (Teixeira & Carnevalli, 1989)

- Scytalopus Gould, 1837 — Земляные топаколо — 49 видов

В 2007 году ранее входившие кустарниковые топаколо были выделены в отдельное монотипическое семейство Melanopareiidae.